# 3342 Fivesparks
3342 Fivesparks este un asteroid din centura principală, descoperit pe 27 ianuarie 1982, de Oak Ridge Obs..